# Coronacrisis in Nieuw-Zeeland
De coronacrisis in Nieuw-Zeeland begon eind februari 2020.
De eerste besmetting in Nieuw-Zeeland ten gevolge van de coronapandemie werd op 28 februari 2020 gerapporteerd. Sindsdien is het aantal opgelopen tot 102 bevestigde besmettingen op 23 maart.
In juni 2020 en (na nieuwe besmettingen van buitenaf) in oktober 2020 werd het land 'coronavrij' verklaard.